# 小行星9384
小行星9384（9384 Aransio）是一颗绕太阳运转的小行星，为主小行星带小行星。该小行星于1993年10月9日发现。

## 轨道参数
小行星9384的轨道半长轴为3.1532714 UA，离心率为0.103。